# Михалкино (Порховский район)
Михалкино — деревня в Порховском районе Псковской области России. Входит в состав сельского поселения «Верхнемостская волость».
Расположена на левом берегу реки Черёха, в 46 км к юго-западу от города Порхова и в 2 км к северу от волостного центра Верхний Мост.
Численность населения деревни на конец 2000 года составляла 10 человек.